# Lenka Kebrlová
Lenka Kebrlová (* 13. března 1966 Rakovník) je bývalá česká lyžařka, sjezdařka. Ve Vrchlabí provozuje lyžařskou a snowboardovou školu.

## Lyžařská kariéra
Na XV. ZOH v Calgary 1988 reprezentovala Československo v alpském lyžování. V obřím slalomu skončila na 23. místě, ve slalomu na 12. místě a v kombinaci byla překvapivě pátá. V celkovém hodnocení Světového poháru skončila v roce 1987 na 54. místě, v roce 1988 na 58. místě a v roce 1989 na 59. místě.